# ゴニンカン
ゴニンカンは、「関係」グループの2人と「無関係」グループの3人とが絵札を取り合う日本のトランプゲーム。正確な発祥は不明だが江戸時代から行われていたとされ、青森県津軽地方で近代以降も遊ばれている。トリックテイキングゲームの一種である。

## 概要
ハーツのように、切り札（記号）を決め、一人ずつ出していって、一巡した時点で最も強いカードを出した人がカードを得る。それをくり返して、関係グループが、何枚絵札を取れるかで勝敗が決まる。
ポルトガルとの南蛮貿易で日本に入ってきたカルタの時代からあるといわれ、江戸時代の間の禁止令は辺境の津軽藩では徹底されず、今の青森県津軽地方で根強く残り、ゴニンカン賭博は農閑期の娯楽として親しまれた。現代でも人気は根強く毎年1月には五所川原市で世界大会が行われていたが、競技人口の減少を理由に2020年の第26回大会で終了した。
一般には「津軽トランプ」の通称で知られており、古くから芸人たちに愛され、また賭けの対象となることもあったらしい。
用語には津軽地方またはこのゲーム独特の言葉が使われており（例：「踊る」…ジョーカーを出す事。「付ける」…味方に札を取らせるためにわざと弱い絵札を出す事。「切る」…役札（＝通常のトリックテイキングゲームで言うところの切り札）を出して絵札を取得する権利を奪う事。など：後述）、また何戦もするうちに配り役を含む6人の間でグループの組み合わせが一巡するよう定められていて最終的には各個人がポイントした点数で総合順位が決まるなど、ルールは他のトリックテイキングゲームと比べても複雑で奥が深い。

## 用語
（用語と言うよりは、津軽地方ご当地で遊ばれる際の慣例呼称、と言った意味合いが強い）

### スート
役いわゆる切り札となるスートのこと。通常はクラブ→ダイヤ→ハートの順で一回りする。
スッペスペードのこと。
ハートハートのこと。
ダイヤダイヤのこと。
グラフクラブのこと。
ババジョーカーのこと。

### ゲームの進行・勝敗
配り役(まき役)いわゆるディーラーで、カードを配るほか得点の記録なども行う。また、ゲームには参加しなくても「関係」組の一員として得点の移動が発生するのが特徴。
「関係」,「無関係」ジョーカーと役のAを持っているプレイヤー２人と配り役が「関係」組となり、残りの「無関係」組と争う。1人が2枚とも持っていた場合(二重関)は2つ隣りのプレイヤーとどちらか1枚を交換する。「関係」組が勝利した場合は3回戦まで同じメンバーでゲームが行われ、「関係」組が負けるか3連勝した場合は役のスート変更と共にチームが再編される。
ケンリ（権利）各トリックを取れる状態のこと。ケンリを取る、ケンリ札、などという。
踊るジョーカーを出すこと。手持ちのカードがジョーカー含む2枚だけの時、必ずジョーカーから出さなければならないルールを踊り番という。
付ける札を取らせるためにわざと弱い絵札を出すこと。味方が権利の番によく行う。
切る役札を出して絵札を取得する権利を奪うこと。
スコンク「関係」組が、勝利に必要な絵札を相手に一枚も取られずにストレートに獲得して勝利すること。通常の勝利より高い得点を得られる。
逆スコンク「無関係」組が、勝利に必要な絵札を相手に一枚も取られずにストレートに獲得して勝利すること。通常の勝利より高い得点を得られる。
じゅうろく（十六）「関係」組が全ての絵札を獲得して勝利すること。さらに高い得点を得られる。「スコンク」達成時に「関係」組が「じゅうろく」を目指す旨を宣言し、その場合ゲームは「じゅうろく」達成を目指して続行する。各「関係」「無関係」組み合わせ時の1戦目には使えない。
じゅうろくはずし「じゅうろく」宣言されたとき、「無関係」組が絵札を取ること。
逆じゅうろく「じゅうろく」とは逆に、「無関係」組が全ての絵札を獲得して勝利すること。さらに高い得点を得られる。「逆スコンク」達成時に「無関係」組が「逆じゅうろく」を目指す旨を宣言し、その場合ゲームは「逆じゅうろく」達成を目指して続行する。各「関係」「無関係」組み合わせ時の1戦目には使えない。
逆じゅうろくはずし「逆じゅうろく」宣言されたとき、「関係」組が絵札を取ること。